# Barnauł
Barnauł (ros. Барнаул) – miasto w azjatyckiej części Rosji, stolica Kraju Ałtajskiego, nad rzeką Ob, ok. 250 km na południe od Nowosybirska. W 2020 roku liczyło ok. 632 tys. mieszkańców.
Ważny ośrodek handlowy i przemysłowy Ałtaju. W 1900 zanotowano tutaj najwyższe ciśnienie wszech czasów – 1088 hPa.

## Gospodarka
W mieście rozwinął się przemysł maszynowy, środków transportu, elektrotechniczny, chemiczny, włókienniczy, spożywczy oraz materiałów budowlanych.

## Historia
Miejscowość założona została w 1738 roku jako forteca rosyjska chroniąca przed koczownikami pobliską kopalnię srebra. Prawa miejskie otrzymała w 1771 roku.

## Nauka i oświata
W mieście mają siedziby:
- Ałtajska Akademia Ekonomiki i Prawa (instytut);
- Ałtajska Państwowa Akademia Kultury i Sztuk;
- Ałtajski Państwowy Uniwersytet Agrarny;
- Ałtajski Państwowy Uniwersytet Medyczny;
- Ałtajski Państwowy Uniwersytet Pedagogiczny;
- Ałtajski Państwowy Uniwersytet Techniczny im. I.I. Połzunowa;
- Ałtajski Uniwersytet Państwowy;
- Ałtajski Instytut Zarządzania Finansowego;
- Ałtajski Instytut Prawno-Ekonomiczny;
- Barnaulski Instytut Prawniczy (placówka Ministerstwa Spraw Wewnętrznych Federacji Rosyjskiej;

oraz filie:
- Akademii Pracy i Spraw Socjalnych;
- Rosyjskiej Akademii Gospodarki Narodowej i Administracji Publicznej przy Prezydencie Federacji Rosyjskiej;
- Moskiewskiej Akademii Przedsiębiorczości przy Zarządzie Moskwy;
- Nowoczesnej Akademii Humanitarnej;
- Sankt-Petersburskiego Uniwersytetu Zarządzania i Ekonomiki;
- Moskiewskiego Państwowego Uniwersytetu Kultury i Sztuk;
- Rosyjskiej Międzynarodowej Akademii Turystyki;
- Uniwersytetu Finansowego przy Rządzie Federacji Rosyjskiej;
- Moskiewskiego Uniwersytetu Psychologiczno-Socjalnego[3].

## Zabytki
- Cerkiew św. Mikołaja

## Demografia
| lata | ludność miasta |
| ---- | -------------- |
| 1835 | 9100           |
| 1860 | 11 600         |
| 1879 | 13 529         |
| 1897 | 29 400         |
| 1916 | 71 200         |
| 1939 | 148 200        |
| 1979 | 323 000        |
| 2003 | 666 300        |
| 2004 | 610 800        |
| 2007 | 649 600        |
| 2017 | 633 301        |
| 2020 | 632 391        |

## Transport
Ważny węzeł komunikacyjny. Miasto posiada międzynarodowy port lotniczy o znaczeniu federalnym i rzeczny. W mieście działa sieć tramwajowa oraz trolejbusowa.

## Sport
- Dinamo Barnauł – klub piłkarski
- Motor Barnauł – klub hokejowy
- Ałtaj Barnauł – klub hokejowy

## Galeria

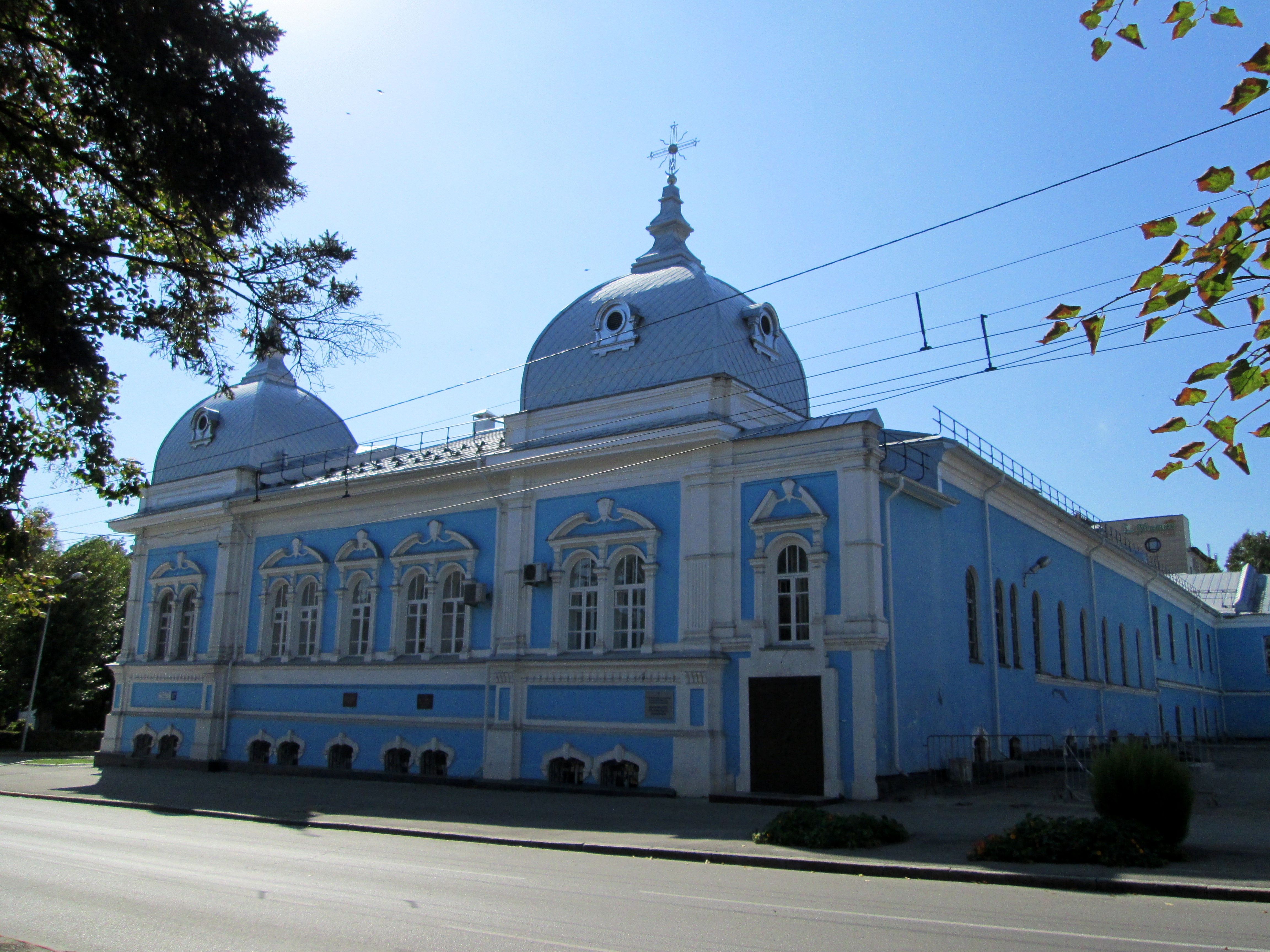
Budynek seminarium duchownego
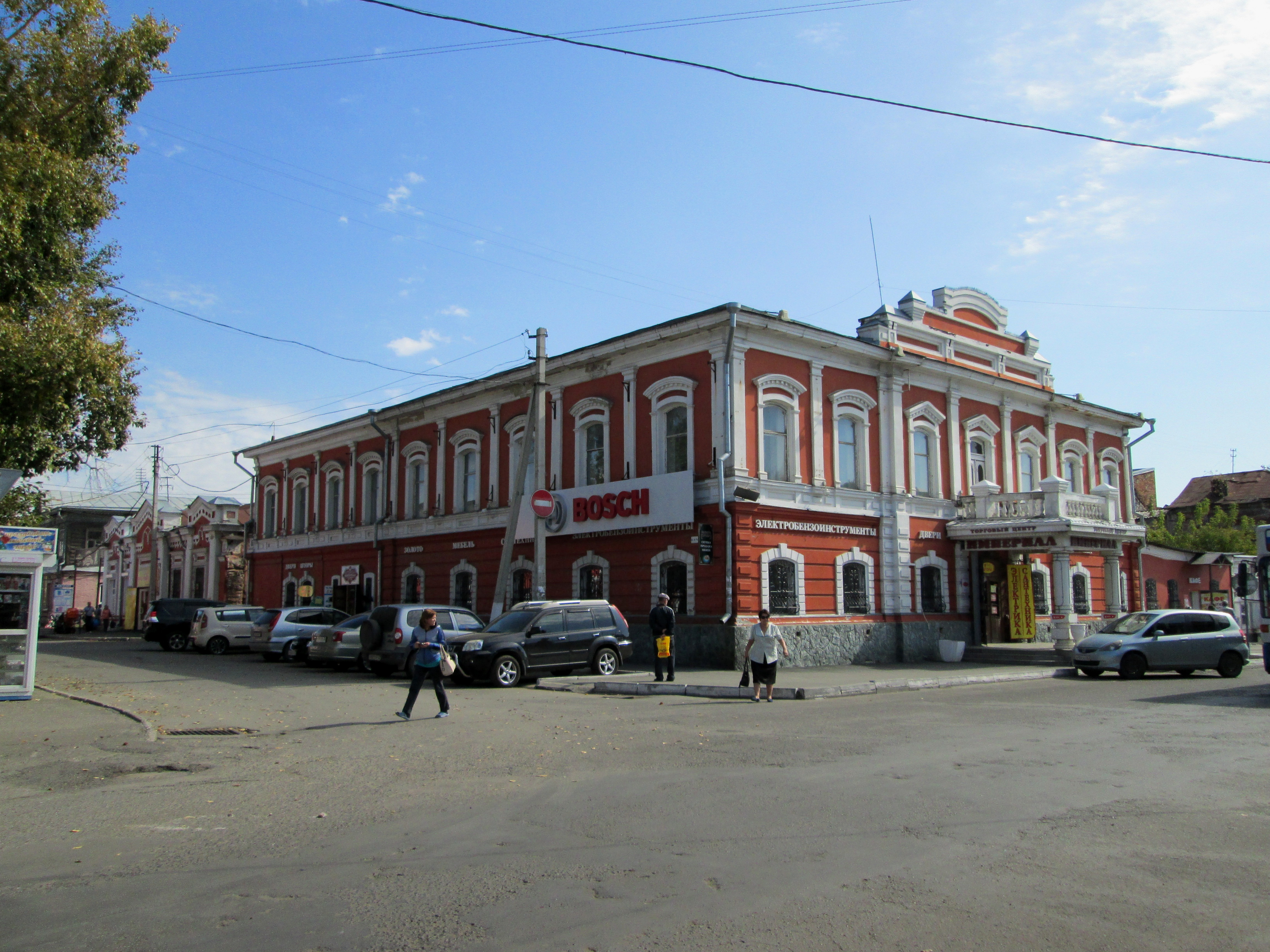
Zabytkowy dom mieszkalny
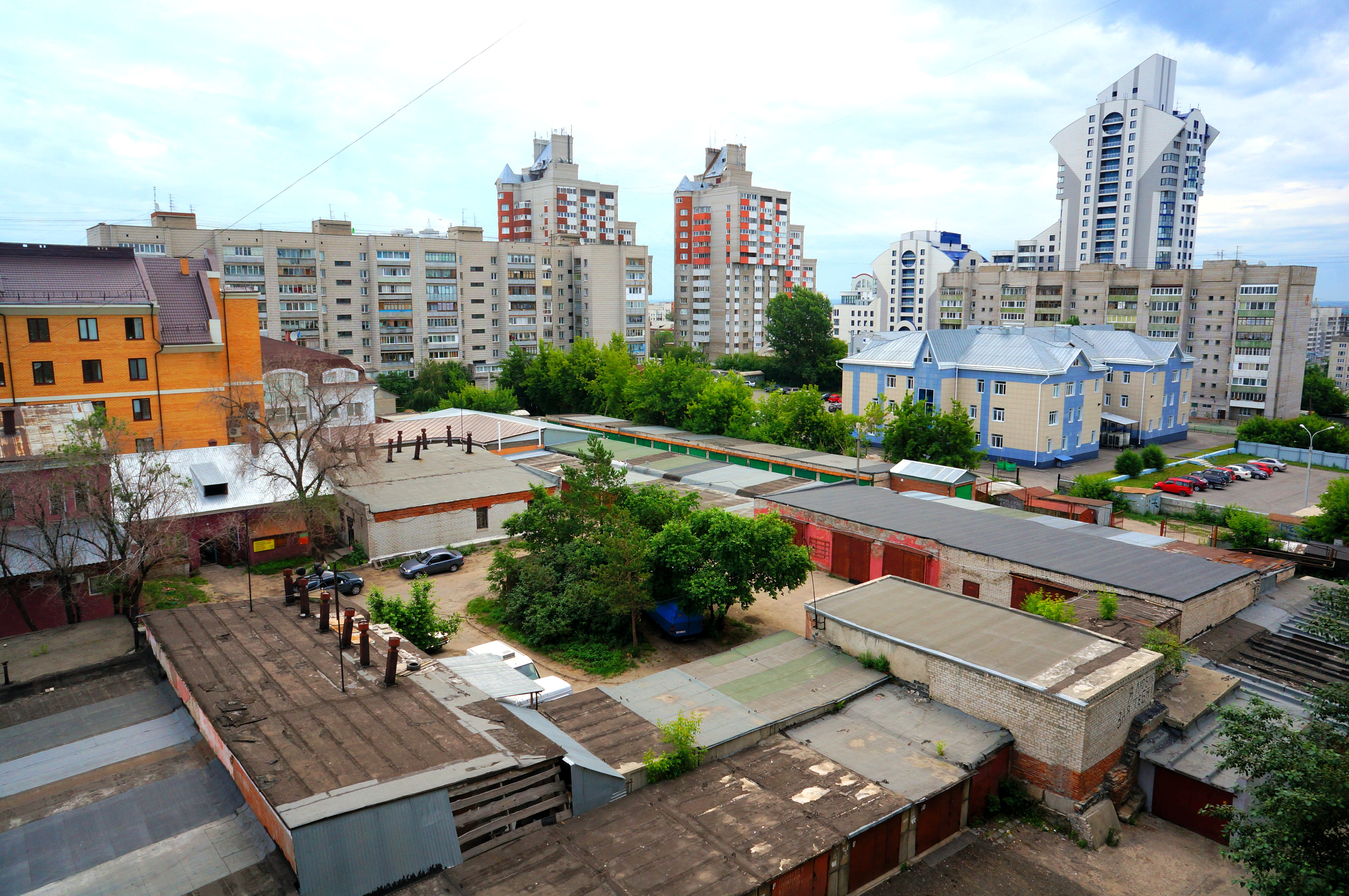
Jedno z miejskich osiedli
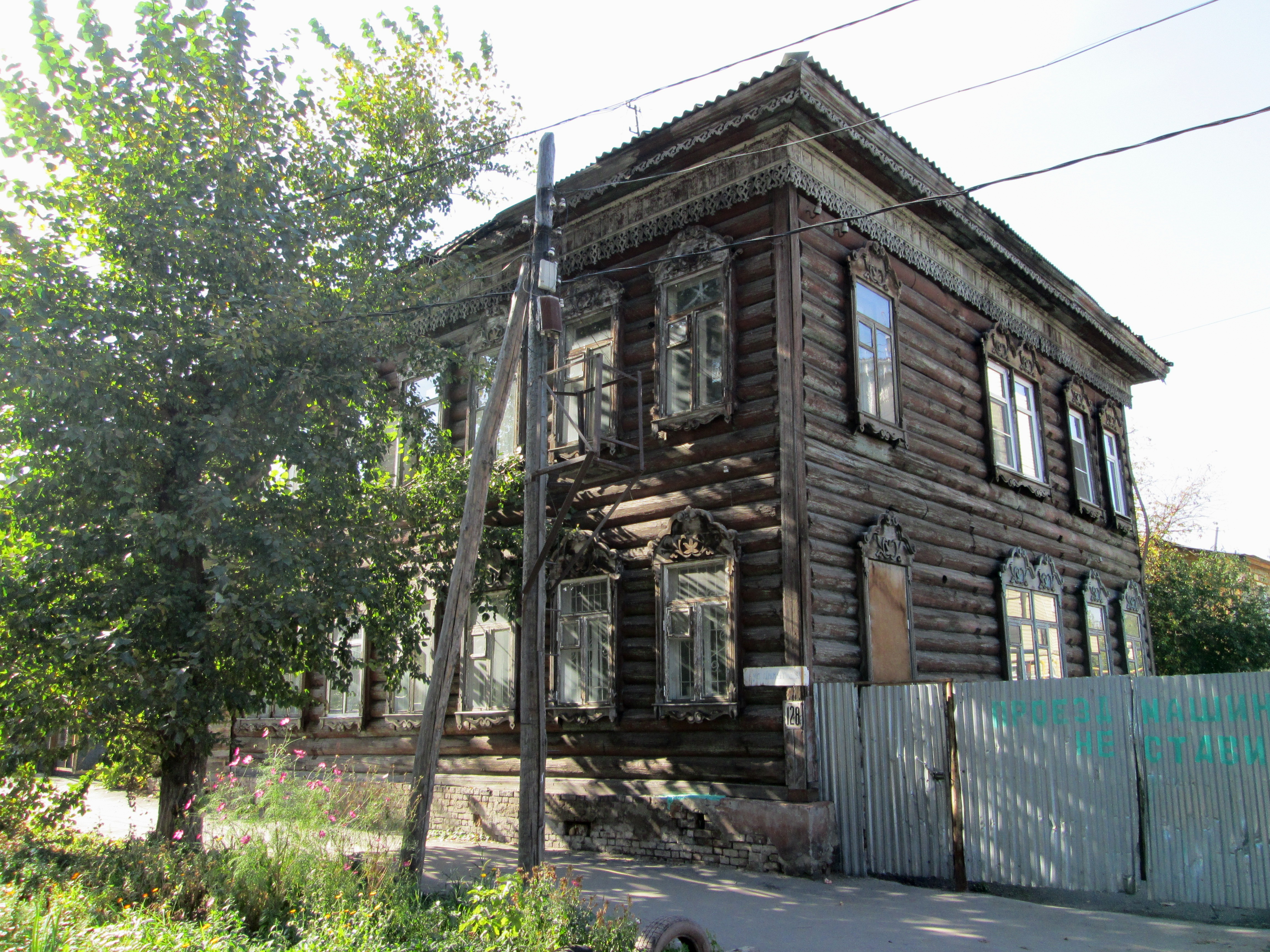
Zabytkowy drewniany dom
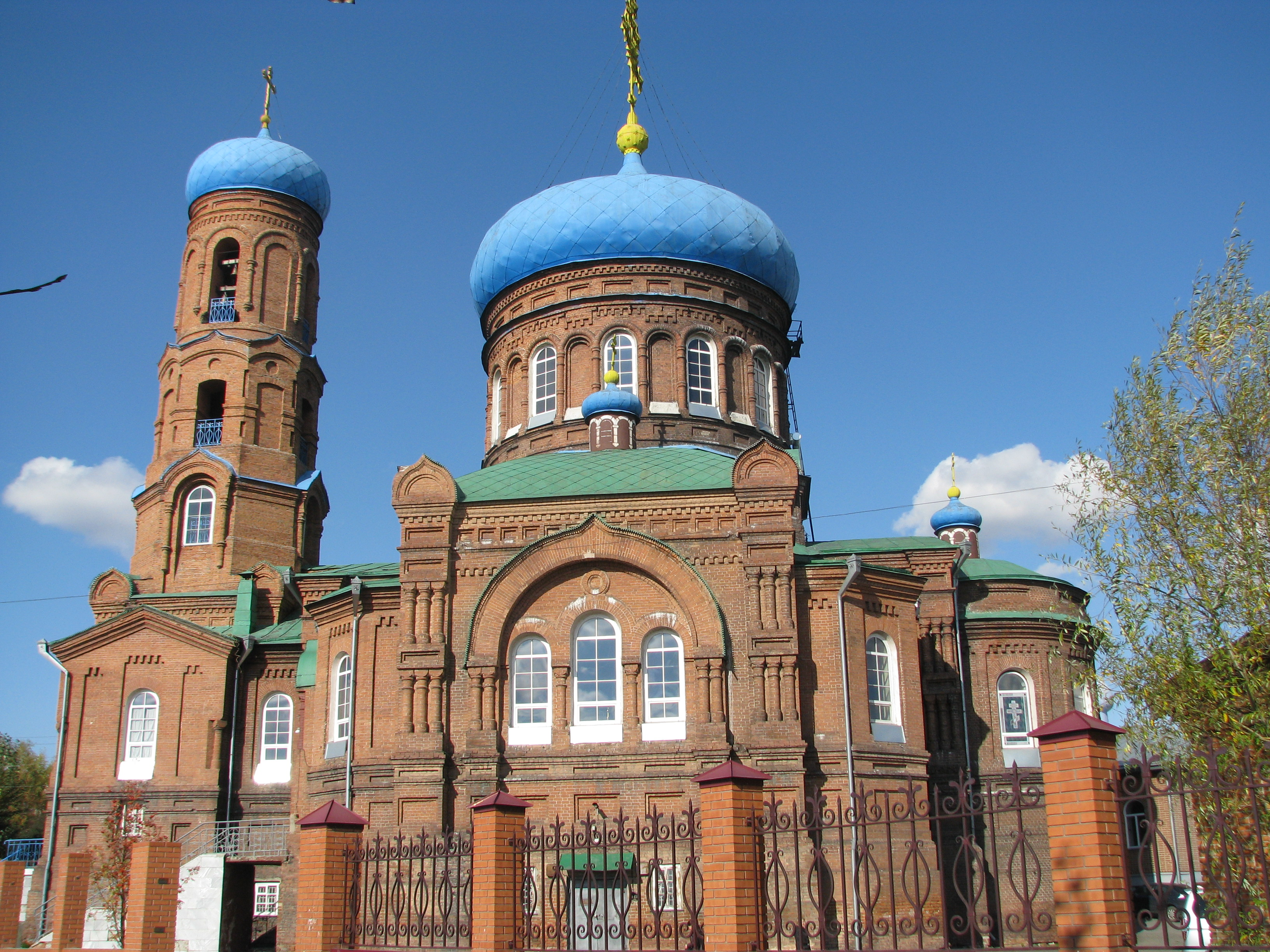
Sobór Opieki Matki Bożej